# Liste des villages de la wilaya de Tizi ouzou

Carte de la wilaya de Tizi Ouzou et son chef-lieu.

La wilaya de Tizi Ouzou qui se situe dans une structure montagneuse au nord d'Algérie dans la région de la Kabylie, est une terre composé d'une grande plateforme des ensembles de villages, dont la majorité culmine les montagnes des différents communes de la Wilaya de Tizi Ouzou.
En effet, la municipalité de la région de Tizi ouzou se compose d'environ 1 543 villages, 27 daïras et 67 communes, depuis le nord de la wilaya sur les limites de la mer Méditerranée (communes de Tadmait, Sidi Namane, Tigzirt, Azeffoun), et jusqu'au sud de la région de Djurdjura (communes de Aït Chafâa, Bouzguen, Beni Yenni, Michelet et les wilayas de Béjaïa vers Boumerdes de l'est à l'ouest.
Il s'agit dans beaucoup de cas de gros villages, avec plus de 2 000 habitants. L'armature villageoise donne en moyenne 5,7 villages par commune si nous considérons les 382 agglomérations recensées officiellement.

## A
- Abbeche
- Abdoune
- Aberkane
- Abi Youcef
- Abizar
- Abla
- Abouda
- Aboudid
- Abourghres
- Achallam
- Achouba
- Actif boulma
- Adhouz
- Adila tamdikht
- Adjaba
- Adjerouit
- Adni
- Adouz
- Adrar
- Adrar amellal
- Afagh daoud
- Afernakou
- Affedrik
- Affensou
- Agharmiou
- Aghoulid
- Aghribs
- Aglagal
- Agoulmime
- Agoulmime guighil
- Agounene
- Agouni
- Agouni Ahcene
- Agouni ahmed
- Agouni aissa
- Agouni amar
- Agouni arous
- Agouni bouafir
- Agouni bouaklane
- Agouni boufal
- Agouni bougdal
- Agouni bouraf
- Agouni bouslen
- Agouni bouzel
- Agouni Djelbane
- Agouni Felkane
- Agouni Fourou
- Agouni Gherghar
- Agouni Gueghrane
- Agouni Gueghrane
- Agouni Guessad
- Agouni Guizene
- Agouni Hamiche
- Agouni Mahiou
- Agouni Meziane
- Agouni Moussi
- Agouni N'rihane
- Agouni Nali Bouzid
- Agouni Nseksous
- Agouni Ouadallah
- Agouni Oufekous
- Agouni Ouzaraz
- Agouni Ouzarez
- Agouni Rihane
- Agouni Taga
- Agouni Teslent
- Agouni Tiguits
- Agouni Yahia
- Agouni Ygharmilt
- Agoussim
- Agraradj
- Aguemoun
- Aguemoun Izem
- Aguemoune
- Aguemoune
- Aguemoune
- Aguemoune
- Ahchaad Boukouir
- Ahdouche
- Ahfir
- Ahmil
- Ahrik Hora
- Ahttala
- Aifane
- Ain El Fassy
- Ain El Hammam
- Ain Larbaa
- Ain meziab
- Ain Sis
- Ain Sultan
- Aïn Zaouia
- Ainsar
- Ait Abbas
- Ait Abdelatene
- Ait Abdelkrim
- Ait Abdella
- Ait Abdellah
- Ait Abdellah
- Ait Abdellali
- Ait Abdelmoumene
- Ait Abdelouahab
- Ait Abderrahmane
- Ait Abed
- Ait Adella
- Ait Agad
- Ait Agouacha
- Ait Ahmed
- Ait Ahmed
- Ait Ahmed
- Ait Ahmes Ifrekh
- Ait Aicha
- Ait Aiche Ouahmed
- Ait Ailem
- Ait Aili
- Ait Aissa Ouyahia
- Ait Aissa Ouziane
- Ait Aissi
- Ait Alaoua
- Ait Ali
- Ait Ali
- Ait Ali Akli
- Ait Ali Gueghzar
- Ait Ali Mouh
- Ait Ali Ouabdellah
- Ait Ali Ouaissa
- Ait Ali Ouali
- Ait Ali Ouhand
- Ait Ali Ouharzoune
- Ait Ali Oulmahdi
- Ait Ali Oumouhand
- Ait Ali Ouyahia
- Ait Allahoum
- Ait Amar
- Ait Amar
- Ait Amar Mouh ( Boumahni )
- Ait Amar Moussa
- Ait Amar Moussa
- Ait Amarat
- Ait Amrane
- Ait Anane
- Ait Anane
- Ait Antar
- Ait Aouamar
- Ait Aouana
- Ait Aoumrane
- Ait Arbi
- Ait Atelli
- Ait Atsou
- Ait Attela
- Ait Ayad
- Ait Aziz
- Ait Bali
- Ait Berdjal
- Ait Bouada
- Ait Bouadou
- Ait Bouali
- Ait Bouali
- Ait Bouatemane
- Ait Bouchama
- Ait Boudouala
- Ait Boufares
- Ait Boufares
- Ait Bouhamsi
- Ait Bouhini
- Ait Boulkroum
- Ait Boumahdi
- Ait Bouslimane
- Ait Boutchour
- Ait Bouyahia
- Ait Braham
- Ait Brahem
- Ait Brahim
- Ait Chaffa
- Ait Challala
- Ait Cherif
- Ait Cherif
- Ait Chikh
- Ait Daoud
- Ait Daoud
- Ait Djebara
- Ait Djemaa
- Ait Djemaa
- Ait Djouadi
- Ait Douala
- Ait El Anasir
- Ait El Bachir
- Ait El Bour
- Ait El Djoudi
- Ait El Hadj
- Ait El Hadj
- Ait El Hadj
- Ait El Hadj Ali
- Ait El Kacem
- Ait El Kaid
- Ait El Korne
- Ait El Mahiou
- Ait El Mansour
- Ait El Mansour
- Ait Erbah
- Ait Ergane
- Ait Fares
- Ait Ferrache
- Ait Frah
- Ait Gouaret
- Ait Hadj Ali
- Ait Hagoun
- Ait Hague
- Ait Hakem
- Ait Hala
- Ait Halima
- Ait Halla
- Ait Halli
- Ait Hamad
- Ait Hamadouche
- Ait Hamadouche
- Ait Hamidouche
- Ait Hamou
- Ait Hamou
- Ait Hamou
- Ait Hamou
- Ait Hamsi
- Ait Hamza
- Ait Haroun
- Ait Harount
- Ait Hellal
- Ait Hellal
- Ait Henniche
- Ait Hessane
- Ait Hichem
- Ait Iddir Ouali
- Ait Idir
- Ait Idja
- Ait Idjet
- Ait Ifrek
- Ait Iftene
- Ait Ighil
- Ait Ighil
- Ait Ihaouameur
- Ait Ikene
- Ait Ikhlef
- Ait Illoul
- Ait Imghour
- Ait Issad
- Ait Izid
- Ait Kaci
- Ait Kaci
- Ait Kanane
- Ait Khalfa
- Ait Khalfoune
- Ait Kheir
- Ait Khelfats
- Ait Khelili
- Ait Khlifa
- Ait Lahcene
- Ait Lahcene
- Ait Lahouari
- Ait Larbaa
- Ait Larbi
- Ait Laziz
- Ait Leghzel
- Ait Lounes
- Ait Maamar ( Boumahni )
- Ait Mahiout
- Ait Mahmoud
- Ait M'hamed Boumahni
- Ait Malek
- Ait Mallem
- Ait Mansour
- Ait Mansour
- Ait Mansour Ouahmed
- Ait Meddour
- Ait Medjebar
- Ait Mekki
- Ait Mellal
- Ait Mendil
- Ait Meraou
- Ait Merdja
- Ait Mesbah
- Ait Messaoud
- Ait Messaoud
- Ait Messaoud
- Ait Meziane
- Ait Mimoun
- Ait Mimoun
- Ait Mislaine
- Ait Mizere
- Ait Moh Kaci
- Ait Moh Ouali
- Ait Mohand Akli
- Ait Mohand Said
- Ait Mouh Ouslimane
- Ait Moussa
- Ait Moussa
- Ait Moussa
- Ait Moussa
- Ait Namani
- Ait Neayeme
- Ait Ouabane
- Ait Ouacif
- Ait Ouadjouadi
- Ait Ouahlane
- Ait Ouahmed
- Ait Ouaissa
- Ait Ouakli
- Ait Ouakli
- Ait Ouali
- Ait Ouali
- Ait Ouamalou
- Ait Ouandelous
- Ait Ouanouche
- Ait Ouatas
- Ait Ouazene
- Ait Ouchelli
- Ait Ouchene
- Ait Oulhadj
- Ait Oulhadj
- Ait Oumeziane
- Ait Rabah
- Ait Rahmoune
- Ait Rehouna
- Ait Saada
- Ait Saada
- Ait Saci
- Ait Sahnoune
- Ait Said
- Ait Said
- Ait Said
- Ait Said Ouzegane
- Ait Said Ou M'hamed ( Boumahni )
- Ait Salah
- Ait Salah
- Ait Salem
- Ait Sellane
- Ait Semlal
- Ait Si Ahmed
- Ait Si Ali
- Ait Si Ali
- Ait Si Amara
- Ait Si Slimane
- Ait Si Yahia
- Ait Sid Atmane
- Ait Sider
- Ait Sidi Amar
- Ait Sidi Amar
- Ait Sidi Said
- Ait Sidi Said
- Ait Sidi Said
- Ait Sidi Salem
- Ait Sidi Smail
- Ait Slimane
- Ait Slimane
- Ait Slimane
- Ait Smadh
- Ait Tahar
- Ait Tahar
- Ait Tantast
- Ait Tayeb
- Ait Telha
- Ait Toualilt
- Ait Toudert
- Ait Yacine
- Ait Yahia
- Ait Yahia Moussa
- Ait Yakoub
- Ait Yakout
- Ait Yerane
- Ait Youcef
- Ait Youcef Ouali
- Ait Zaid
- Ait Zaim
- Ait Zellal
- Ait Zmenzer
- Ait Zemh
- Ait Ziri
- Ajrar
- Akaoudj
- Akar
- Akar Damoune
- Akbil
- Akendjour
- Akerrou
- Akham Ouchambith
- Akhandok
- Akhribe Azza
- Akseur
- Alalene
- Allel
- Allela
- Alloune
- Alma
- Alma Aghouzfane
- Alma Aissi
- Alma Beni Zmenzer
- Alma Bouamane
- Alma Guechtoum
- Alma Hellal
- Alma Loucif
- Alma N'dinar
- Alma Tegma
- Amalou
- Amalou
- Amalou
- Amane Irouraghene
- Amazoul
- Amegdoul
- Amokrez
- Amrik Bouamara
- Amsiouene
- Anar Karrou
- Aouadouda
- Aouicha
- Aourir
- Aourir
- Aourir
- Aourir Bouzemour
- Arbi
- Arkoub Tbarda
- Arous
- Arrour
- Assema
- Assiakh
- Ath Louathek
- Athmou Ougherbi
- Attouche
- Attouri
- Auberge De Beni Yenni
- Ayadi
- Azaghar
- Azaghar
- Azaghar
- Azazga
- Azeffoun
- Azemouchene Bas Et Haut
- Azemour Oumerieme
- Azerou
- Azgouar
- Azib Chabelais
- Azib El Madjene
- Azib N'chikh
- Azib Ou Haddad
- Azib Oufella
- Azib Sahel
- Azib Zoubga
- Azibt
- Azoumbi
- Azouza
- Azouzene
- Azra
- Azra
- Azrou
- Azrou
- Azrou
- Azrou Kollal
- Azroubar

## B
- Baagou
- Baali
- Bahloul
- Barar
- Bechar
- Bedia
- Begas
- Begoug
- Bekanou
- Belabas
- Belataf
- Belghezli
- Belias
- Bello
- Belouadi
- Beni Aissi
- Beni Boumaza
- Beni Douala
- Beni Kouffi
- Beni Mahmoud
- Beni Mendes
- Beni Ouarzeddine
- Beni Yenni
- Beni Z'menzer
- Beni Zeki
- Bent Chakal
- Berber
- Berkana
- Berkis
- Berkouka
- Bettahar
- Bezerka
- Biamrane
- Birou
- Boghni
- Bordj Sebaou
- Bouabache
- Bouabderrahmane
- Bouaben
- Bouachir
- Bouadnane
- Bouagache
- Bouagla
- Bouaidel
- Bouaissi
- Bouakache
- Bouakala
- Bouala
- Bouaoun
- Bouarfa
- Bouarous
- Bouatba
- Boubaghla
- Boubchicha
- Boubehir
- Boubkeur
- Bouboudi
- Boubroun
- Boubzara
- Boucgacem
- Bouchefia
- Bouchiboune
- Boudafel
- Boudahar
- Boudahmane
- Boudjana
- Boudjeha
- Boudjellil
- Boudjellil
- Boudjima
- Boudrar
- Boughrache
- Boughzal
- Bougtoul
- Bouguedama
- Bouhadj
- Bouhague
- Bouhamdoune
- Bouhamou Ain Zaouïa
- Bouheraoua
- Bouhibel
- Bouhinou
- Bouhoukal ( Boumahni )
- Bouilef
- Bouilfene
- Boukellal
- Boukellal
- Boukhalfa
- Boukharouba
- Boukhilal
- Bouksir
- Boulmaiz
- Boumadene ( Boumahni )
- Boumaghis
- Boumahni Ain Zaouïa
- Ain Zaouïa
- Boumansour
- Boumessaoud
- Boumhala
- Bounamane
- Boundjaa
- Bounouh
- Bour Ighil
- Bourbali
- Bourdine
- Bourhamou
- Boushal
- Boushil
- Bousmahel
- Boussada
- Boussouar
- Boutacha
- Boutouf
- Bouyadif
- Bouyala
- Bouzahrir
- Bouzbibi
- Bouzeguene
- Bouzoula
- Bouzouyene

## C - D

### C
- Chaib
- Chamlal
- Chaoufa
- Charha
- Chebaba
- Chebel
- Chefeur
- Chelouati
- Cheraouia
- Cherifi
- Cherkia
- Cheurfa
- Cheurfa Bahloul
- Cheurfa Bourzik
- Chkoucher
- Col De Tagma
- Cote Bitar

### D
- Dallout
- Darna
- Dehous
- Delsi
- Djamaa
- Djamaa Boghni
- Djebel Aissa Mimoun
- Djebla
- Djemaa Saharidj
- Djerba
- Djerrah
- Draa Ben Khedda
- Draa El Mizan
- Draa Khelifa
- Draa Sachem

## E - F - G - H

### E
- El Babe
- El Bir
- El Faniche
- El Had
- El Had Imitouche
- El Haddoud
- El Hadh
- El Halouf
- El Hammam
- El Hammam
- El Hamri
- El Kalaa
- El Kantra
- El Kantra
- El Kelaa
- El Kelaa
- El Keria
- El Khibia
- El Klaa
- El Korne
- El Krar
- El Ma Besri
- El Madene
- El Madjene
- El Maguechtoum
- El Mas
- El Med'l
- El Misser
- El Ouiaca
- Elma Bounou
- Enahia
- Engah

### F
- Fliki
- Freha
- Frikat

### G
- Galous
- Ghendoussa
- Gherrou
- Guendoul
- Guergour

### H
- Haddada
- Haddouda
- Hadjadj
- Hallil
- Halouane
- Harchaou
- Hasnaoua
- Hellil
- Hendou
- Hennia
- Herrouka
- Hicham
- Hidjeb
- Hidous
- Hidoussa
- Hillil
- Houbli
- Houra

## I
- Iaakref
- Iachiouene
- Iadjadem
- Iadjmat
- Iakouchene
- Iamourene
- Iamrache
- Iaochatene
- Iaoumeur
- Iaskrene
- Iatarene
- Iaziten
- Ibadissen
- Ibahlal
- Ibahlal
- Ibahrizene
- Ibahrizene
- Ibakhtaouene
- Ibakoukene
- Ibaliltene
- Ibalitene
- Ibantoutene
- Ibar Bar
- Ibazizene
- Ibdache
- Ibdassen Bas
- Ibdassen Haut
- Ibeggachene
- Ibekarene
- Ibelaidene
- Ibelkissene
- Iberhoutene
- Iberlkissene
- Ibouache
- Iboudrarene
- Ibouhamene
- Ibouhamene
- Ibouhatene
- Ibouhren
- Ibouldjatene
- Ibourassene
- Ibouysfene
- Ibskriene
- Ichalalene
- Ichaouadiene
- Ichaouyabe
- Icharkhoudathene
- Icharouiene
- Icheboubene
- Ichekaben
- Icheraiouene
- Icherdiouene Bouada
- Icherdiouene Oufella
- Icheridene
- Ichetouanen
- Ichikar
- Ichoukrene
- Idjaad
- Idjebaren
- Idjeur
- Idouchouten
- Idouhouthene
- Ifalkane
- Ifatathene
- Iferhatene
- Iferhounene
- Ifigha
- Ifighou
- Ifilkout
- Iflissen
- Ifnaien
- Ifouzar
- Igahlaz
- Igariden
- Igdourene
- Igachene
- Ighabiene
- Ighaldane
- Ighaoutene
- Igharbithen
- Igharidene
- Igharsathen
- Ighbir
- Ighdfene
- Ighedabene
- Ighelibane
- Igherbienne
- Igherbienne
- Ighil
- Ighil
- Ighil Ahefad
- Ighil Ajemi
- Ighil Ali
- Ighil Amar Ouyahia
- Ighil Ameur
- Ighil Aouene
- Ighil Azougagh
- Ighil Azouzene
- Ighil Bir
- Ighil Bouadhou
- Ighil Bouaklane
- Ighil Bouamas
- Ighil Bouchene
- Ighil Boughmari
- Ighil Boughni
- Ighil Bouhamama
- Ighil Boukiassa
- Ighil Boulkadi
- Ighil Bourmi
- Ighil Boussouel
- Ighil Bouzel
- Ighil Bouzid
- Ighil Bouzrou
- Ighil El Mal
- Ighil Ferhat
- Ighil Guefri
- Ighil Gueltounene
- Ighil H'boulene
- Ighil Hamou
- Ighil Ifiras
- Ighil Ighes
- Ighil Igoulmimene
- Ighil Igoulmimene
- Ighil Imoula
- Ighil Kerboudj
- Ighil Lazib
- Ighil M'hand
- Ighil Mahni
- Ighil Mimoun
- Ighil N'bil
- Ighil N'fadh
- Ighil N'salah
- Ighil Nait Chila
- Ighil Nasfah
- Ighil Nesouk
- Ighil Ntseda
- Ighil Nzathar
- Ighil Ouberouak
- Ighil Ouguemoune
- Ighil Oumalou
- Ighil Oumchedal
- Ighil Oussamer
- Ighil Oussiouane
- Ighil Tassa
- Ighil Tazert
- Ighil Tekdibine
- Ighil Tiguemoumine
- Ighil Tizi
- Ighil Tizi Boa
- Ighil Zegoughane
- Ighilmakhlef
- Ighoudjdal
- Ighraiene
- Ighzar N'chebel
- Ighzer Hatouch
- Ighzer Mahcene
- Ighzer Nekba
- Igoufaf
- Igoulfane
- Igounane
- Igounane Ameur
- Igoures
- Igraouene
- Igreb
- Iguefilene
- Iguelfane
- Iguemane
- Iguer Adloune
- Iguer Amrane
- Iguer Atmane
- Iguer Chah
- Iguer Guedminene
- Iguer Lakrar
- Iguer Mehdi
- Iguer N'salem
- Iguer N'sar
- Iguer Zougaghene
- Iguerguires
- Iguersafene
- Iguertala
- Iguessoumene
- Ihadadene
- Ihadadhene
- Ihaddadene
- Ihadjamene
- Ihadourene
- Ihadriene
- Ihamachene
- Ihamdane
- Ihamdouchene
- Ihamziene
- Ihamziouene
- Iharbiten
- Ihasounene
- Ihbarene
- Ihdikaouene Bouada
- Ihdikaouene Oufella
- Ihedaden Ait Moussa
- Ihellalene
- Ihessanene
- Ihissiten
- Ihitoussene
- Ihnouchene
- Ihouna
- Ijanathene
- Ikarmoudene
- Ikesraouyen
- Ikharbane
- Ikhardaas
- Ikhdachene
- Ikhef Oussameur
- Ikhelfounene
- Ikhelidjene
- Ikhentachen
- Ikheraten
- Ikherbane
- Ikherbane
- Ikherdouchene
- Ikhlouiene
- Ikhouchatene
- Ikhribene
- Iknache
- Ikoussa
- Ililane
- Illilten
- Illoulithen
- Iloula Oumalou
- Ilounicene
- Imaadene
- Imaghras
- Imainserene
- Imakhlef
- Imaksnene
- Imaloussene
- Imansourene
- Imatoukene
- Imeghras
- Imekacherene
- Imekhlef
- Imekhlef
- Imerzouagh
- Imesbahene
- Imezoughen
- Imghiten
- Imidexene
- Imlel
- Imlikchene
- Imnaghanat Ait Tablagte
- Imoulak
- Imoulek Allela
- Imouloudene
- Imsalitene
- Imsouhal
- Imsounene
- Imzizou
- Indjrmenane
- Institut Islamique
- Iouadhiyen
- Iouahianene
- Ioualithene
- Ioulaine
- Irahmounene
- Irdjen
- Irhalene
- Iroubah
- Issahnounene
- Issedarene
- Issenadjene
- Issendlen
- Isseradjene
- Issiakhene
- Issly Moussi
- Issoubaken
- Issoukane
- Issoumatn
- Itibichene
- Izaichene
- Izarazene
- Izerouil
- Izeroukene
- Izeyanene
- Iziriouene

## K - L

### K
- Kahra
- Kalous
- Kanis
- Kef El Aogab
- Kef El Gharbi
- Kef Lahmar
- Kemmouda
- Kentidja
- Kerouane
- Kerrouche
- Kettous
- Khechabna
- Kherba
- Khlendja
- Khoucha
- Kissoun
- Koudiat
- Koukou

### I
- Laach Oufalkou
- Laazib
- Laghrous
- Lagzira
- Lakhemis N'salem
- Laksar
- Lanasser
- Lanassir
- Larba Nath Irathen
- Larbaa
- Larkoub
- Lazib
- Lazib Cheraioua
- Lazib Igherviene
- Lazib Tabarourt
- Lazib Zoubga
- Leghrous
- Lekhali
- Lemcha
- Lemghozli
- Lemkharda
- Lemsara
- Lemsella
- Les Annassers
- Levdahi
- Lhara Oufella
- Litama
- Loubar
- Lourika

## M - N

### M
- M'youguer
- Maachera
- Maagache
- Maali
- Maamar
- Maâtkas
- Magou
- Magoura
- Magzelmal
- Mahbane
- Mahdjouba
- Mahmoud
- Mahnouche
- Mahriz
- Makouda
- Mansourah
- Maouia
- Maraghna
- Mazer (Village)
- Mechahi
- Mecherek
- Mechmel
- Mechtras
- Medah
- Meghira
- Mehaga
- Mekla
- Melaghni
- Melbane
- Mellata
- Melloul
- Menacera
- Mendjah
- Menia
- Mennam
- Mesloub
- Mezaourou
- Mezdatta
- Mezeguene
- Mezrara
- Mizrana
- M'Kira
- Mlira
- Moknea
- Mouldiouane

### N
- Nador
- Nezla
- Nezla

## O - R

### O
- Ouacif
- Ouadhia
- Ouaghzen
- Ouaguenoun
- Ouait Slid
- Ouanas
- Ouaneche
- Ouardja
- Ouarkik
- Ouaroudjene
- Ouatouba
- Ouerdja
- Oued Aissi
- Ouled Ahmed
- Ouled Aissa
- Ouled Azzi
- Ouled Bouzid
- Ouled Itchir
- Ouled Khercha
- Ouled Mamar
- Ouled Meriem
- Ouled Messaoud
- Ouled Ouaret
- Ouled Sidi Smail
- Ouled Yahia
- Oulkhou
- Oulmatene
- Oumadene
- Oumadene
- Oumadene
- Oumelil
- Ourti Bouakache
- Ourzedine

### R
- Rabat
- Rabets
- Rabta
- Redjaouna
- Redjaouna
- Rehahlia
- Relais Nafta (Scarna)
- Rouachda

## S
- Sahel
- Sanana
- Semghoune
- Sendia
- Seraoua
- Sidi Ali Bounab
- Sidi Ali Moussa
- Sidi Ali Ouyahia
- Sidi Khaled
- Sidi Korchi
- Sidi Lahbib
- Sidi Messaoud
- Sidi Naamane
- Sidi Naamane (Ferme)
- Sidi Yakoub
- Sikh Oumedour
- Souamaa
- Souk El Djemaa
- Souk El Haad
- Souk El Khemis
- Souk El Tenine
- Soumas
- Soumeur
- Stita

## T
- Taadja
- Taamanat
- Taarkoubt (Souk El Tenine)
- Taarkoubt (Betrouna)
- Taaroust
- Taazibt
- Tabarourt
- Taberkoukt
- Tablabalt
- Tabouctchaout
- Tabouda (Iloula Oumalou)
- Tabouda (Tabouda)
- Taboudoucht
- Taboudrist
- Tabouhssent
- Taboukert
- Tabourt
- Tachekirt
- Tachrouft
- Tachtiouine
- Tadart
- Taddert Oufella (Ait Abdelmoumene)
- Taddert Oufella (Ait Idja)
- Taddert Oufella (Larbaa Nath Irathen)
- Taddart oufella (Betrouna)
- Taddart Oufella (Beni Douala)
- Tadert
- Tadert Bouada
- Tadert Tamoukrant (Tirmitine)
- Tadert Temoukrant (Ait Hessane)
- Tadjemamount
- Tadjenant
- Tadjiout
- Tadmait
- Tafoughalt
- Tafraout (Ait Chaffa)
- Tafraout (Koukou)
- Tafsa Boumad
- Tagelt
- Tagemount Azouz
- Tagemount Bouadfel
- Tagemount Boufrane
- Tagemount El Djedid
- Taghanimt
- Tagharbit
- Tagheraft
- Taghezout
- Taghlidjt
- Taghza Athmane
- Tagoulmit
- Tagounits
- Tagounsa
- Tagragra
- Tagroudja
- Taguedachte
- Taguemount (Tifra)
- Taguemount (Beni Kouffi)
- Taguemount (Yakouren)
- Taguemount (Ouacif)
- Taguemount (Ain El Hammam)
- Taguemount Abbache
- Taguemount Boudrar
- Taguemount Ihadadene
- Taguemount Izamene
- Taguemount Nait Ergane
- Taguemount Oukerrouche
- Taguemount Zegaghene
- Tagueni
- Taguercift (Taguercift)
- Taguercift (Ait Youcef)
- Taguerroudjt
- Tahanout
- Tahanouts
- Tahechat
- Tahechet
- Tahguent
- Tahmamte
- Tahnacht
- Tahouna Takdimt
- Taincert
- Taka
- Taka (Ain El Hammam)
- Taka Ath Yahia
- Takaats
- Takana
- Takbilt
- Takerart
- Takhamt El Djir
- Takhamt Lalam
- Takharadjit
- Takhlidjt
- Takhribt
- Takoucht
- Takrart Tizi N'takht
- Taksebt
- Tala Aachrine
- Tala Abad
- Tala Alam
- Tala Amara
- Tala Athmane
- Tala Bouaraben
- Tala Boumlil
- Tala Bounane
- Tala Boutiza
- Tala Bouzrou
- Tala Braham
- Tala El Had
- Tala Gala
- Tala Guehia
- Tala Haddid
- Tala Hamou
- Tala Iboudalene
- Tala Ililane
- Tala Khalouf
- Tala Khelil
- Tala Maala
- Tala Mahriz
- Tala Malek
- Tala Mansour
- Tala Meda
- Tala Mimoune
- Tala Mokar
- Tala Mokrane
- Tala N'tazert
- Tala N'zaouche
- Tala Naim
- Tala Nechebaha
- Tala Ouamar
- Tala Ouanour
- Tala Oufella
- Tala Oughanime
- Tala Oughelid
- Tala Oulili
- Tala Oussenane
- Tala Rabets
- Tala Taghla
- Tala Tegana
- Tala Testane
- Tala Toghrast
- Tala Toulmouts
- Talazizt
- Talbant
- Taliouine
- Tamadazt
- Tamaghoucht
- Tamaloust
- Tamamart
- Tamarabte
- Tamardakht Ouzemour
- Tamaright
- Tamassit
- Tamazirt ( Irdjen)
- Tamazirt ( Ain El Hammam)
- Tamazirt Ourabah
- Tamda
- Tamdecht
- Tamdikt
- Tamdjirt
- Tamdjout
- Tamecift
- Tamelaht
- Tamist
- Tamkalbout
- Tamliht
- Tamlikecht
- Tamoukhrist
- Tanadjalt
- Tanalt
- Tandlest
- Tansa
- Tansaout (Tala Amara)
- Tansaout (Ighil Guefri)
- Tansaout (Beni Yenni)
- Taouidiouine
- Taouint
- Taouint Amar
- Taouint Ouatar
- Taouint Oulakhrif
- Taouranine
- Taourirt (Tabouda)
- Taourirt (Ait Ergane)
- Taourirt (Ouacif)
- Taourirt (Ait Ikhlef)
- Taourirt Abdellah
- Taourirt Aden
- Taourirt Ali Ounacer
- Taourirt Mokrane
- Taourirt Amrane
- Taourirt Amrouz
- Taourirt Boane
- Taourirt Ibaoune
- Taourirt Issoulas
- Taourirt Khelf
- Taourirt Menguelet
- Taourirt Mimoun
- Taourirt Moussa
- Taourirt Tala
- Taourirt Yerbache
- Taourirt Zouaou
- Taourirte
- Tararbit
- Tarbnt
- Tarcift
- Taremant
- Targa Hayoun
- Targoust
- Tarihant
- Tarikht
- Tasga Melloul
- Taskenfout
- Tassadort
- Tassaft
- Tassaft Guezra
- Tassalast (Village)
- Tassedert
- Tassenant
- Tassoukit
- Taza
- Tazaghart (Ait Saada)
- Tazaghart (Azeffoun)
- Tazeka
- Tazeka Zitoun
- Tazekrit
- Tazelmat
- Tazerout (Ghil Bouzrou)
- Tazerout ( Mechtras)
- Tazerouts
- Tazibt
- Tazibt
- Tazmalt (Village)
- Tazmalt El Kef
- Tazrart (Tazrart)
- Tazrout (Aghrib)
- Tazrout (Ain El Hammam)
- Tazrout Nezlioua
- Tazroute
- Thabarakt
- Thaghouardhemt
- Thahechat
- Thajroute
- Thakaats
- Thala El Had
- Thansa El Djemaa
- Thazaghart
- Thiachache
- Thighouza
- Thiguemi
- Thinekache
- Thinsouine
- Thirsatine
- Tiaouinine Oufella
- Tiaouinine Bouada
- Tibaranine
- Tibecharine
- Tichabadine
- Tidmimine
- Tifaou
- Tiferdoud
- Tifeziouine
- Tifighout
- Tifirit
- Tifra
- Tifrest
- Tifrit Nait El Hadj
- Tighchache
- Tighemounine
- Tighilt (Izarazene)
- Tighilt (Ait Bouada)
- Tighilt Bougheni
- Tighilt Bouksas
- Tighilt El Hadj Ali
- Tighilt El Mal
- Tighilt Ferhat
- Tighilt Gaghzar
- Tighilt Iquerouiene
- Tighilt Mahmoud
- Tighilt Mastour
- Tighilt N'trahi
- Tighilt Nelouh
- Tighilt Ouhamza
- Tighilt Oukerrouche
- Tighilt Oumezir
- Tighoulmamine
- Tighouza
- Tighzert (Ath Aissi)
- Tighzert (Zekri)
- Tigoulmimeth
- Tigounatine
- Tigounatine (Tala Bouzrou)
- Tigounsert
- Tigrine (Mekla)
- Tigrine (Ait Chaffa)
- Tigrouine (Tigounatine)
- Tigrouine (Larbaa Nath Irathen)
- Tiguer N'tlata
- Tigzirt
- Tikaatine
- Tikentert
- Tikichourt
- Tikidount
- Tikilsa
- Tikioucht
- Tikirouache
- Tikobain
- Tikssray
- Tilakamine
- Tililit
- Tiliouine
- Timdjadh
- Timeghras
- Timengnounine
- Timergueste
- Timerzouga
- Timezguida
- Timiloust
- Timirghout
- Timizar
- Timizar Boualim
- Timizar Hend
- Timizart
- Timizart Loghbar
- Timlaline
- Timli
- Timliline
- Timouras
- Timtangal
- Timzyt
- Tinakachine
- Tinissouine
- Tinkicht
- Tinsaouine
- Tiquidiouine
- Tirmitine(Tirmitine)
- Tirmitine El Harra (Boghni)
- Tiroual
- Tirourda
- Tirsine
- Tissegouine
- Tisselmine
- Tissira
- Tissouikine
- Tiza
- Tizaghouine (Zekri)
- Tizanaghine (Tizi Rached)
- Tizi Ameur ( Boumahni )
- Tizi Bouadou
- Tizi Bouamane
- Tizi Bouchene
- Tizi Boufed
- Tizi Bouklane
- Tizi Bounouel
- Tizi El Had
- Tizi Gheniff
- Tizi Guefres
- Tizi Hibel
- Tizi Ikharoubt
- Tizi Lilane
- Tizi Malal
- Tizi Medene
- Tizi Mellal
- Tizi Menous
- Tizi N'bouali
- Tizi N'doukar
- Tizi N'terga
- Tizi N'tghidet
- Tizi N'Tleta
- Tizi Oumalou
- Tizi Ouzou 20 Aout
- Tizi Ouzou Anane Rabah
- Tizi Ouzou Chikh Amar
- Tizi Ouzou Rp
- Tizi Rached
- Tizi T'zougart
- Tizi Taghma
- Tizi Tagma
- Tizi Temlelt
- Tizi Tzougart
- Tizit
- Tizouine
- Tizra Aissa
- Tizra Ouhadri
- Tleta
- Toudeft
- Tougana
- Tourirt El Hadjadj
- Touzalt

## V - Y - Z

### V
- Village Ait Laziz
- Village Azeffoun
- Village Azib Ahmed
- Village Azra
- Village Bouilef
- Village El Azaib
- Village Feraoun
- Village Tikiouache

### Y
- Yafadjene
- Yagachen
- Yahia
- Yahlem
- Yakouren
- Yanene
- Yaskrene
- Yatafene

### Z
- Zaabel
- Zahloun
- Zaknoun
- Zaouia (Zeboudj Kara)
- Zaouia  (Stita)
- Zarkoun
- Zarour
- Zeboudj Kara
- Zeboudja
- Zekri
- Zerrouda
- Zimoula
- Zitouna
- Zoubga (Illilten)
- Zoubga (Ouacif)